# جاي جون
جاي جون (بالإنجليزية: Jay John)‏ هو مدرب كرة سلة أمريكي، ولد في 1959 في توسان في الولايات المتحدة.